# Liste des cours d'eau de la Dordogne

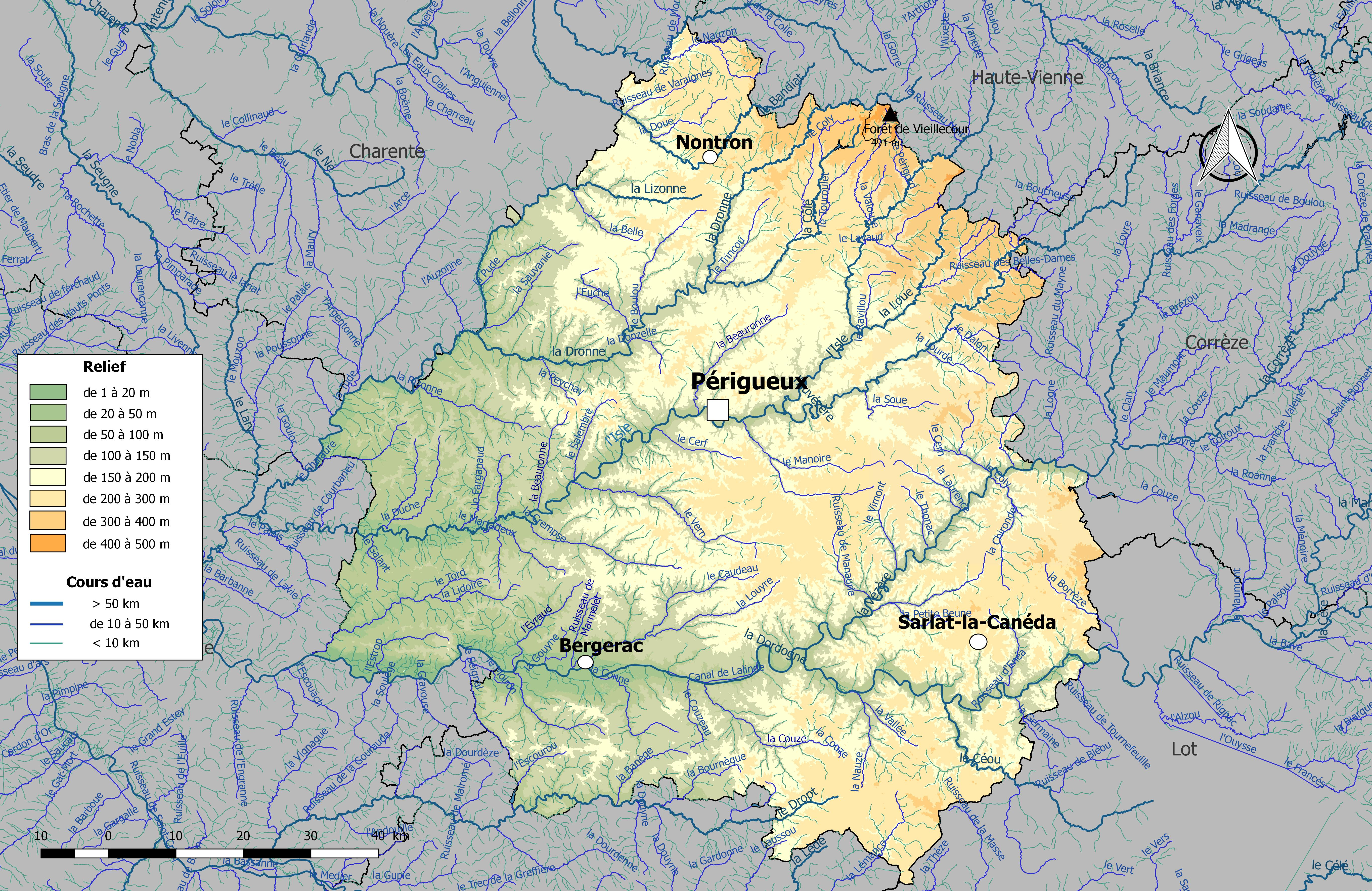
Carte du réseau hydrographique du département de la Dordogne, avec représentation du relief.

La liste des cours d'eau de la Dordogne présente les principaux cours d'eau, notamment tous ceux de longueur supérieure à 10 km, traversant pour tout ou partie le territoire du département français de la Dordogne, dans la région Nouvelle-Aquitaine.
Le réseau hydrographique est long de plus de 5 000 km et comprend 96 cours d'eau de longueur supérieure à 10 km, dont 12 de longueur supérieure à 50 km.
Les cours d'eau sont ordonnés selon leur origine naturelle (fleuve, rivières ou ruisseaux) ou artificielle (canaux). Pour chacun d'entre eux sont précisés : sa classe, sa longueur totale, le cours d'eau dans lequel il se jette (confluence), le bassin collecteur auquel il appartient, le nombre de départements et de communes traversés et le nom des communes qu'il irrigue dans le département de la Dordogne.

## Bassins versants
Le réseau hydrographique de la Dordogne est constitué de plus de 5 000 km de cours d'eau. Il est situé entièrement dans le bassin administratif Adour-Garonne et est découpé dans le schéma départemental des rivières en huit bassins versants principaux appartenant à trois régions hydrographiques. Le découpage de ces bassins correspond aux unités hydrographiques de référence (UHR) définies dans le schéma directeur d'aménagement et de gestion des eaux (Sdage) du bassin Adour-Garonne, seul le bassin de l'Isle a été divisé en deux (Isle amont et Isle aval) pour tenir compte de certaines spécificités : 
- au nord le bassin Bandiat-Tardoire appartient au bassin de la Charente ;
- au centre les bassins de la Dronne, de l'Isle amont, de l'Isle aval, de la Vézère et de la Dordogne appartiennent au bassin de la Dordogne ;
- au sud les bassins du Dropt et de la Lémance appartiennent au bassin de la Garonne.

### Bassin de la Charente
Le bassin Bandiat-Tardoire est un sous-bassin du bassin de la Charente, le plus petit bassin versant d’Adour-Garonne (10 549 km2). Occupant une petite partie nord du territoire départemental, il est drainé par le Bandiat, la Doue, le Nauzon, le Trieux et le ruisseau de Varaignes.

### Bassin de la Dordogne
Le bassin de la Dordogne est le second plus grand bassin versant d’Adour-Garonne (24 000 km2), après celui de la Garonne.
Dans le département il se partage dans les bassins suivants :
- le bassin de la Dronne, qui traverse le nord du département de la Dordogne selon une direction du nord-est au sud-ouest avant de rejoindre l'Isle en Gironde après un rapide parcours en limite des départements de la Charente et de la Charente-Maritime ;
- le bassin de l'Isle amont, drainé par la partie amont de l'Isle, la Loue et son affluent la Haute Loue, l'Auvézère ;
- le bassin de l'Isle aval, drainé par la partie aval de l'Isle et ses affluents en rive droite (la Beauronne de Chancelade, le Salembre, la Beauronne de Saint-Vincent, le Grolet, le Farganaud, la Duche) et en rive gauche (le Cerf, le Vern, la Crempse, la Beauronne des Lèches, le Martarieux et le Galant) ;
- le bassin de la Vézère, drainé par la Vézère et ses affluents en rive droite (l'Elle, le Cern, la Laurence, le Thonac, le Vimont et le Manaurie) et en rive gauche (la Couze, le Coly et la Grande Beune) ;
- le bassin de la Dordogne, drainé par la Dordogne et ses affluents en rive droite (la Borrèze, le ruisseau d'Énéa, le Caudeau, le ruisseau de Marmelet, la Gouyne, l'Eyraud et l'Estrop) et en rive gauche (le Tournefeuille, la Germaine, le Céou, la Nauze , la Couze, le Couzeau, la Conne et la Gardonnette).

### Bassin de la Garonne
Le bassin de la Lémance appartient au bassin du Lot qui couvre un territoire de 12 000 km2, sous-bassin du bassin de la Garonne. Il est drainé par la Lémance et ses affluents ainsi que l'amont du Laussou et le ruisseau de Clairfond (8,4 km), affluent de la Lède, drainant l'extrême sud du département.
Le bassin du Dropt, drainé par le Dropt et ses affluents (la Bournègue, la Banège et l'Escourou) appartient au bassin de la Garonne, qui est le plus grand bassin-versant d’Adour-Garonne (28 900 km2).
|  |  |

## Cours d'eau naturels

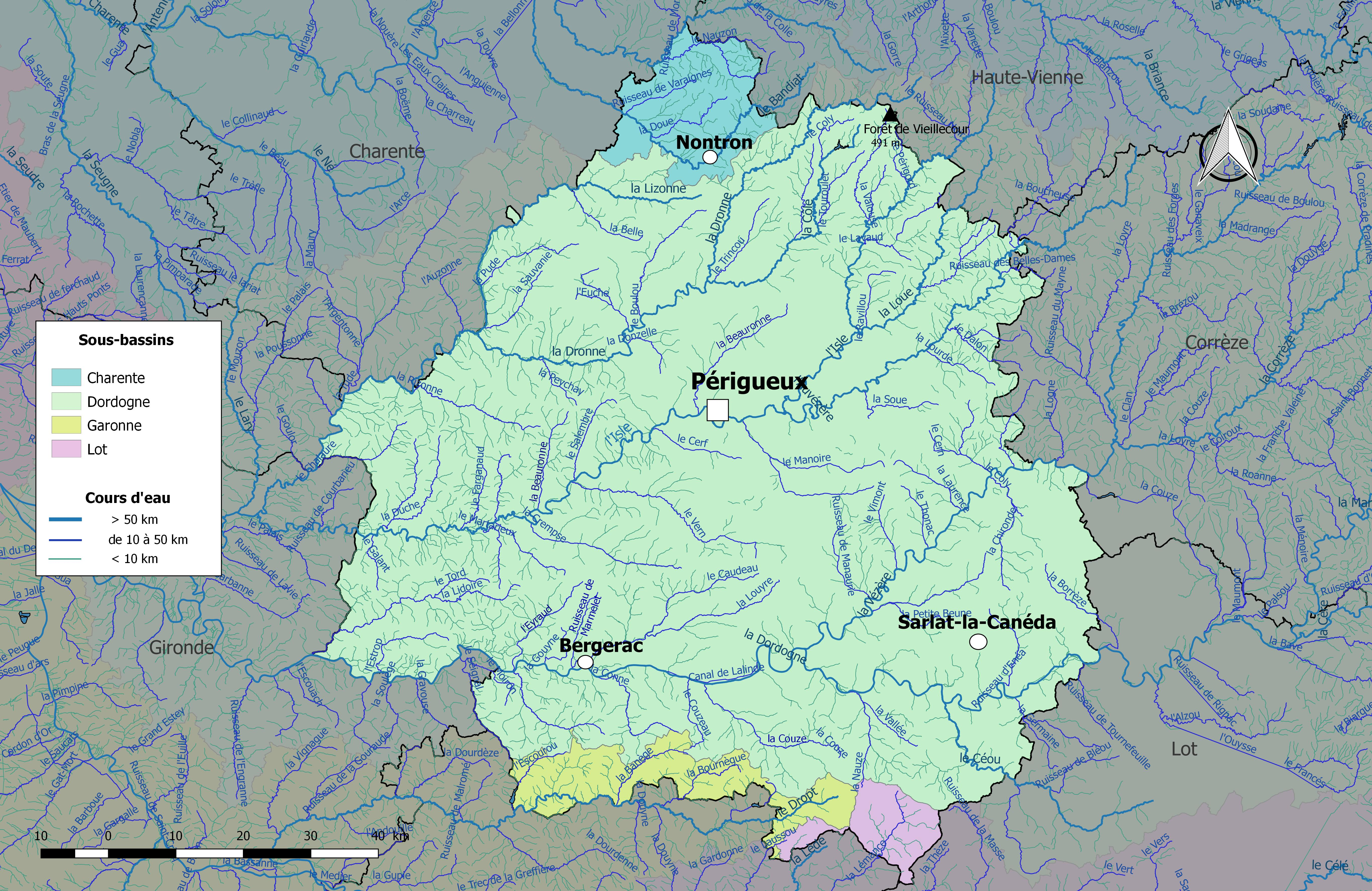
Le département de la Dordogne est drainé par les cours d'eau de trois régions hydrographiques : la Garonne (dont les bassins de la Lémance et du Dropt) au sud, la Charente au nord (avec le bassin de Bandiat-Tardoire) et la Dordogne (comprenant les bassins versants de la Dronne, l'Isle, la Vézère et la Dordogne).

### Définition
Jusqu'en 2016, aucun texte législatif ne définissait la notion de cours d’eau. Ce n'est qu'avec la loi du 8 août 2016 pour la reconquête de la biodiversité, de la nature et des paysages que cette lacune est comblée. L'article 118 de cette loi insère un nouvel article L. 215-7-1 dans le code de l'environnement précisant que « constitue un cours d'eau un écoulement d'eaux courantes dans un lit naturel à l'origine, alimenté par une source et présentant un débit suffisant la majeure partie de l'année. L'écoulement peut ne pas être permanent compte tenu des conditions hydrologiques et géologiques locales. ». Ainsi les deux principaux critères retenus sont :
- la présence et la permanence d’un lit naturel à l’origine, ce qui distingue les cours d’eau (artificialisés ou non) des fossés et canaux creusés par la main de l’homme ;
- la permanence d’un débit suffisant une majeure partie de l’année, critère qui doit être évalué en fonction des conditions climatiques et hydrologiques locales.

### Cours d'eau permanents de longueur supérieure ou égale à 10 km
La base de données Carthage est le référentiel du réseau hydrographique français. Cette base est réalisée à partir de la couche hydrographie de la base de données Carto enrichie par le ministère chargé de l'environnement et les agences de l'eau avec le découpage du territoire en zones hydrographiques d'une part et la codification de ces zones et du réseau hydrographique d'autre part. De cette base, il ressort que le réseau hydrographique de la Dordogne comprend 96 cours d'eau permanents de longueur supérieure à 10 km et dont le cours est en partie ou en totalité dans le département de la Dordogne.
Le référentiel national hiérarchise le réseau en 7 classes selon l'importance décroissante des cours d'eau. Le tableau ci-après regroupe tous les cours d'eau irriguant pour tout ou partie du département et appartenant à l'une des classes 1 à 4. Pour chacune de ces classes les caractéristiques des cours d'eau sont les suivantes : 
- 1 : longueur supérieure à 100 km ou tout cours d’eau se jetant dans une embouchure logique[Note 1] et d'une longueur supérieure à 25 km ;
- 2 : longueur comprise entre 50 et 100 km ou tout cours d’eau se jetant dans une embouchure logique et d’une longueur supérieure à 10 km ;
- 3 : longueur comprise entre 25 et 50 km ;
- 4 : longueur comprise entre 10 et 25 km.

| Nom du cours d'eau    | Classe | Longueur totale en km | Confluence        | Bassin collecteur | Départements irrigués      | Communes irriguées | Communes irriguées | Communes irriguées |
| Nom du cours d'eau    | Classe | Longueur totale en km | Confluence        | Bassin collecteur | Départements irrigués      | Nb total           | Nb ds le dép.      | Communes du département |
| --------------------- | ------ | --------------------- | ----------------- | ----------------- | -------------------------- | ------------------ | ------------------ | --- |
| Auvézère              | 1      | 112,2                 | l'Isle            | la Dordogne       | 3 (19, 24, 87)             | 27                 | 15                 | Anlhiac, Bassillac, La Boissière-d'Ans, Le Change, Cherveix-Cubas, Cubjac, Escoire, Eyliac, Génis, Payzac, Sainte-Eulalie-d'Ans, Saint-Mesmin, Saint-Pantaly-d'Ans, Savignac-Lédrier, Tourtoirac. |
| Bandiat               | 2      | 91,4                  | la Tardoire       | la Charente       | 3 (16, 24, 87)             | 22                 | 9                  | Abjat-sur-Bandiat, Augignac, Javerlhac-et-la-Chapelle-Saint-Robert, Lussas-et-Nontronneau, Nontron, Saint-Martial-de-Valette, Saint-Martin-le-Pin, Savignac-de-Nontron, Varaignes. |
| Banège                | 4      | 17,6                  | le Dropt          | la Garonne        | 1 (24)                     | 4                  | 4                  | Bardou, Plaisance, Issigeac, Montaut. |
| Beauronne             | 4      | 18,1                  | l'Isle            | la Dordogne       | 1 (24)                     | 7                  | 7                  | Beauronne, Chantérac, Douzillac, Saint-Front-de-Pradoux, Saint-Jean-d'Ataux, Saint-Louis-en-l'Isle, Saint-Vincent-de-Connezac. |
| Beauronne             | 4      | 15,2                  | l'Isle            | la Dordogne       | 1 (24)                     | 4                  | 4                  | Église-Neuve-d'Issac, Les Lèches, Saint-Laurent-des-Hommes, Saint-Médard-de-Mussidan. |
| Beauronne             | 3      | 28,2                  | l'Isle            | la Dordogne       | 1 (24)                     | 9                  | 9                  | Agonac, Chancelade, Château-l'Évêque, Sorges et Ligueux en Périgord, Marsac-sur-l'Isle, Négrondes, Périgueux, Saint-Front-d'Alemps, Sorges et Ligueux en Périgord. |
| Belle                 | 4      | 15,6                  | la Lizonne        | la Dordogne       | 2 (16, 24)                 | 6                  | 5                  | Mareuil, Monsec, La Rochebeaucourt-et-Argentine, Sainte-Croix-de-Mareuil, Vieux-Mareuil. |
| Belle-Dames           | 4      | 12,8                  | l'Auvézère        | la Dordogne       | 2 (19, 24)                 | 4                  | 2                  | Payzac, Saint-Cyr-les-Champagnes. |
| Borrèze               | 4      | 22,1                  | la Dordogne       | la Dordogne       | 2 (24, 46)                 | 6                  | 3                  | Borrèze, Paulin, Salignac-Eyvigues. |
| Boucheuse             | 3      | 38,1                  | l'Auvézère        | la Dordogne       | 3 (19, 24, 87)             | 8                  | 1                  | Payzac. |
| Boulou                | 4      | 23,9                  | la Dronne         | la Dordogne       | 1 (24)                     | 10                 | 10                 | Bourdeilles, La Chapelle-Montmoreau, Creyssac, La Gonterie-Boulouneix, Léguillac-de-Cercles, Paussac-et-Saint-Vivien, Saint-Crépin-de-Richemont, Saint-Félix-de-Bourdeilles, Brantôme en Périgord, Sceau-Saint-Angel. |
| Bournègue             | 4      | 20,3                  | le Dropt          | la Garonne        | 2 (24, 47)                 | 8                  | 5                  | Faurilles, Beaumontois en Périgord, Saint-Léon-d'Issigeac, Sainte-Radegonde, Beaumontois en Périgord. |
| Brayssou              | 4      | 13,7                  | le Dropt          | la Garonne        | 2 (24, 47)                 | 7                  | 3                  | Lolme, Rampieux, Saint-Cassien. |
| Buffebale             | 4      | 10,7                  | l'Euche           | la Dordogne       | 1 (24)                     | 4                  | 4                  | Cercles, Chapdeuil, Saint-Just, La Tour-Blanche. |
| Caudeau               | 3      | 38,4                  | la Dordogne       | la Dordogne       | 1 (24)                     | 16                 | 16                 | Bergerac, Clermont-de-Beauregard, Creysse, Fouleix, Lamonzie-Montastruc, Lembras, Liorac-sur-Louyre, Sainte-Alvère-Saint-Laurent Les Bâtons, Saint-Amand-de-Vergt, Saint-Félix-de-Villadeix, Saint-Georges-de-Montclard, Sainte-Alvère-Saint-Laurent Les Bâtons, Saint-Martin-des-Combes, Saint-Michel-de-Villadeix, Saint-Sauveur, Veyrines-de-Vergt. |
| Céou                  | 2      | 55,1                  | la Dordogne       | la Dordogne       | 2 (24, 46)                 | 20                 | 8                  | Bouzic, Castelnaud-la-Chapelle, Cénac-et-Saint-Julien, Daglan, Florimont-Gaumier, Saint-Aubin-de-Nabirat, Saint-Cybranet, Saint-Martial-de-Nabirat. |
| Cerf                  | 4      | 15,4                  | l'Isle            | la Dordogne       | 1 (24)                     | 5                  | 5                  | Boulazac Isle Manoire, Coulounieix-Chamiers, Coursac, Notre-Dame-de-Sanilhac, Razac-sur-l'Isle. |
| Cern                  | 4      | 13,6                  | la Vézère         | la Dordogne       | 1 (24)                     | 4                  | 4                  | Azerat, La Bachellerie, Le Lardin-Saint-Lazare, Saint-Rabier. |
| Chalaure              | 4      | 19,8                  | la Dronne         | la Dordogne       | 3 (17, 24, 33)             | 5                  | 2                  | La Roche-Chalais, Saint Aulaye-Puymangou. |
| Chironde              | 4      | 15,4                  | le Coly           | la Dordogne       | 1 (24)                     | 5                  | 5                  | Archignac, Coly, Saint-Amand-de-Coly, Saint-Crépin-et-Carlucet, Saint-Geniès. |
| Côle                  | 2      | 51,5                  | la Dronne         | la Dordogne       | 1 (24)                     | 11                 | 11                 | Brantôme en Périgord, La Chapelle-Faucher, Condat-sur-Trincou, La Coquille, Firbeix, Mialet, Saint-Jean-de-Côle, Saint-Jory-de-Chalais, Saint-Pierre-de-Côle, Saint-Romain-et-Saint-Clément, Thiviers. |
| Coly                  | 4      | 10,1                  | la Vézère         | la Dordogne       | 1 (24)                     | 4                  | 4                  | La Cassagne, Coly, Condat-sur-Vézère, Terrasson-Lavilledieu. |
| Coly                  | 4      | 12,2                  | la Côle           | la Dordogne       | 1 (24)                     | 2                  | 2                  | Firbeix, Mialet. |
| Conne                 | 4      | 23                    | la Dordogne       | la Dordogne       | 1 (24)                     | 10                 | 10                 | Bergerac, Conne-de-Labarde, Cours-de-Pile, Faux-en-Périgord, Monmadalès, Monsaguel, Montaut, Saint-Aubin-de-Lanquais, Saint-Cernin-de-Labarde, Saint-Nexans. |
| Couze                 | 4      | 17,2                  | la Vézère         | la Dordogne       | 2 (19, 24)                 | 8                  | 1                  | La Feuillade. |
| Couze                 | 3      | 30,1                  | la Dordogne       | la Dordogne       | 1 (24)                     | 12                 | 12                 | Bayac, Beaumontois en Périgord, Pays de Belvès, Bouillac, Couze-et-Saint-Front, Beaumontois en Périgord, Lalinde, Montferrand-du-Périgord, Saint-Avit-Rivière, Saint-Avit-Sénieur, Sainte-Croix, Saint-Pardoux-et-Vielvic. |
| Couzeau               | 4      | 13,8                  | la Dordogne       | la Dordogne       | 1 (24)                     | 6                  | 6                  | Bardou, Faux-en-Périgord, Lanquais, Monsac, Naussannes, Varennes. |
| Crempse               | 3      | 26,2                  | l'Isle            | la Dordogne       | 1 (24)                     | 10                 | 10                 | Beauregard-et-Bassac, Beleymas, Bourgnac, Douville, Issac, Montagnac-la-Crempse, Mussidan, Saint-Front-de-Pradoux, Saint-Hilaire-d'Estissac, Sourzac. |
| Dalon                 | 4      | 17,5                  | l'Auvézère        | la Dordogne       | 2 (19, 24)                 | 6                  | 5                  | Anlhiac, Boisseuilh, Génis, Sainte-Trie, Teillots. |
| Donzelle              | 4      | 10,3                  | la Dronne         | la Dordogne       | 1 (24)                     | 4                  | 4                  | Bourdeilles, Bussac, La Chapelle-Gonaguet, Lisle. |
| Dordogne              | 1      | 483,1                 | Golfe de Gascogne | la Dordogne       | 6 (15, 19, 24, 33, 46, 63) | 173                | 57                 | Alles-sur-Dordogne, Allas-les-Mines, Badefols-sur-Dordogne, Baneuil, Berbiguières, Bergerac, Beynac-et-Cazenac, Bézenac, Le Buisson-de-Cadouin, Calès, Calviac-en-Périgord, Carlux, Carsac-Aillac, Castelnaud-la-Chapelle, Castels, Cazoulès, Cénac-et-Saint-Julien, Cours-de-Pile, Coux et Bigaroque-Mouzens, Couze-et-Saint-Front, Creysse, Domme, Le Fleix, Groléjac, La Force, Lalinde, Lamonzie-Saint-Martin, Lamothe-Montravel, Limeuil, Marnac, Mauzac-et-Grand-Castang, Mouleydier, Coux et Bigaroque-Mouzens, Paunat, Peyrillac-et-Millac, Pontours, Port-Sainte-Foy-et-Ponchapt, Prigonrieux, La Roque-Gageac, Saint-Agne, Saint-Antoine-de-Breuilh, Saint-Capraise-de-Lalinde, Saint-Chamassy, Saint-Cyprien, Saint-Germain-et-Mons, Saint-Julien-de-Lampon, Saint-Laurent-des-Vignes, Sainte-Mondane, Saint-Pierre-d'Eyraud, Saint-Seurin-de-Prats, Saint-Vincent-de-Cosse, Siorac-en-Périgord, Trémolat, Varennes, Veyrignac, Vézac, Vitrac. |
| Doue                  | 4      | 17,5                  | le Bandiat        | la Charente       | 1 (24)                     | 6                  | 6                  | Augignac, Le Bourdeix, Javerlhac-et-la-Chapelle-Saint-Robert, Piégut-Pluviers, Saint-Estèphe, Saint-Martin-le-Pin. |
| Dronne                | 1      | 200,6                 | l’Isle            | la Dordogne       | 5 (16, 17, 24, 33, 87)     | 52                 | 34                 | Allemans, Bourdeilles, Bourg-du-Bost, Brantôme en Périgord, Celles, Champagnac-de-Belair, Champs-Romain, Parcoul-Chenaud, Comberanche-et-Épeluche, Condat-sur-Trincou, Creyssac, Douchapt, Firbeix, Grand-Brassac, Lisle, Mialet, Montagrier, Parcoul-Chenaud, Petit-Bersac, Quinsac, Ribérac, La Roche-Chalais, Saint-Antoine-Cumond, Saint Aulaye-Puymangou, Saint-Front-la-Rivière, Saint-Méard-de-Drône, Saint-Pardoux-la-Rivière, Saint-Pierre-de-Frugie, Saint-Saud-Lacoussière, Saint-Victor, Tocane-Saint-Apre, Valeuil, Vanxains, Villetoureix. |
| Dropt                 | 1      | 132,4                 | la Garonne        | la Garonne        | 3 (24, 33, 47)             | 55                 | 9                  | Capdrot, Eymet, Plaisance, Gaugeac, Monpazier, Razac-d'Eymet, Saint-Aubin-de-Cadelech, Serres-et-Montguyard, Vergt-de-Biron. |
| Duche                 | 4      | 24,6                  | l’Isle            | la Dordogne       | 1 (24)                     | 6                  | 6                  | Échourgnac, Eygurande-et-Gardedeuil, Montpon-Ménestérol, Le Pizou, Saint-Barthélemy-de-Bellegarde, Servanches. |
| Elle                  | 4      | 19,4                  | la Vézère         | la Dordogne       | 2 (19, 24)                 | 7                  | 4                  | Beauregard-de-Terrasson, Le Lardin-Saint-Lazare, Terrasson-Lavilledieu, Villac. |
| Énéa                  | 4      | 16                    | la Dordogne       | la Dordogne       | 1 (24)                     | 5                  | 5                  | Carsac-Aillac, Prats-de-Carlux, Proissans, Sainte-Nathalène, Saint-Vincent-le-Paluel. |
| Escourou              | 4      | 15,8                  | le Dropt          | la Garonne        | 2 (24, 47)                 | 9                  | 7                  | Eymet, Flaugeac, Fonroque, Mescoules, Sainte-Eulalie-d'Eymet, Sainte-Innocence, Saint-Julien-d'Eymet. |
| Estrop                | 4      | 17,8                  | la Dordogne       | la Dordogne       | 1 (24)                     | 11                 | 11                 | Bonneville-et-Saint-Avit-de-Fumadières, Fougueyrolles, Montazeau, Montcaret, Nastringues, Port-Sainte-Foy-et-Ponchapt, Saint-Antoine-de-Breuilh, Saint-Méard-de-Gurçon, Saint-Seurin-de-Prats, Saint-Vivien, Vélines. |
| Euche                 | 4      | 12,2                  | la Dronne         | la Dordogne       | 1 (24)                     | 6                  | 6                  | Bourg-des-Maisons, Chapdeuil, Creyssac, Grand-Brassac, Paussac-et-Saint-Vivien, Saint-Just. |
| Eyraud                | 4      | 21                    | la Dordogne       | la Dordogne       | 1 (24)                     | 8                  | 8                  | Ginestet, La Force, Laveyssière, Lunas, Prigonrieux, Saint-Georges-Blancaneix, Saint-Jean-d'Eyraud, Saint-Pierre-d'Eyraud. |
| Farganaud             | 4      | 14,6                  | l'Isle            | la Dordogne       | 1 (24)                     | 2                  | 2                  | Saint-Laurent-des-Hommes, Saint-Michel-de-Double. |
| Galant                | 4      | 10,5                  | l'Isle            | la Dordogne       | 1 (24)                     | 6                  | 6                  | Carsac-de-Gurson, Ménesplet, Minzac, Moulin-Neuf, Le Pizou, Villefranche-de-Lonchat. |
| Gardonnette           | 4      | 24,5                  | la Dordogne       | la Dordogne       | 1 (24)                     | 14                 | 14                 | Bouniagues, Colombier, Cunèges, Flaugeac, Gageac-et-Rouillac, Gardonne, Lamonzie-Saint-Martin, Monbazillac, Pomport, Ribagnac, Rouffignac-de-Sigoulès, Saint-Pierre-d'Eyraud, Sigoulès, Singleyrac. |
| Germaine              | 4      | 15                    | la Dordogne       | la Dordogne       | 2 (24, 46)                 | 5                  | 2                  | Carsac-Aillac, Groléjac. |
| Gouyne                | 4      | 10,2                  | la Dordogne       | la Dordogne       | 1 (24)                     | 4                  | 4                  | Bergerac, Ginestet, Lamonzie-Saint-Martin, Prigonrieux. |
| Grande Beune          | 4      | 22,8                  | la Vézère         | la Dordogne       | 1 (24)                     | 8                  | 8                  | La Chapelle-Aubareil, Les Eyzies-de-Tayac-Sireuil, Marcillac-Saint-Quentin, Marquay, Saint-Geniès, Sarlat-la-Canéda, Tamniès, Tursac. |
| Grolet                | 4      | 14,3                  | l'Isle            | la Dordogne       | 1 (24)                     | 5                  | 5                  | Saint-André-de-Double, Saint-Étienne-de-Puycorbier, Saint-Laurent-des-Hommes, Saint-Martin-l'Astier, Saint-Michel-de-Double. |
| Haute Loue            | 4      | 18,6                  | la Loue           | la Dordogne       | 1 (24)                     | 5                  | 5                  | Angoisse, Lanouaille, Payzac, Saint-Médard-d'Excideuil, Savignac-Lédrier. |
| Isle                  | 1      | 255,3                 | la Dordogne       | la Dordogne       | 3 (24, 33, 87)             | 66                 | 40                 | Annesse-et-Beaulieu, Antonne-et-Trigonant, Bassillac, Boulazac Isle Manoire, Chancelade, Corgnac-sur-l'Isle, Coulaures, Coulounieix-Chamiers, Douzillac, Escoire, Jumilhac-le-Grand, Marsac-sur-l'Isle, Mayac, Ménesplet, Montpon-Ménestérol, Montrem, Moulin-Neuf, Mussidan, Nantheuil, Nanthiat, Neuvic, Périgueux, Le Pizou, Razac-sur-l'Isle, Saint-Astier, Saint-Front-de-Pradoux, Saint-Jory-las-Bloux, Saint-Laurent-des-Hommes, Saint-Léon-sur-l'Isle, Saint-Louis-en-l'Isle, Saint-Martial-d'Artenset, Saint-Martin-l'Astier, Saint-Médard-de-Mussidan, Saint-Paul-la-Roche, Saint-Vincent-sur-l'Isle, Sarliac-sur-l'Isle, Sarrazac, Savignac-les-Églises, Sourzac, Trélissac. |
| Laurence              | 4      | 14,3                  | la Vézère         | la Dordogne       | 1 (24)                     | 3                  | 3                  | Auriac-du-Périgord, Montignac-Lascaux, Thenon. |
| Laussou               | 4      | 13,2                  | la Lède           | la Garonne        | 2 (24, 47)                 | 6                  | 2                  | Biron, Vergt-de-Biron. |
| Lavaud                | 4      | 11,7                  | l'Isle            | la Dordogne       | 1 (24)                     | 5                  | 5                  | Dussac, Nantheuil, Nanthiat, Saint-Sulpice-d'Excideuil, Sarrazac. |
| Lémance               | 3      | 34,5                  | le Lot            | la Garonne        | 2 (24, 47)                 | 12                 | 6                  | Besse, Lavaur, Loubejac, Prats-du-Périgord, Saint-Cernin-de-l'Herm, Villefranche-du-Périgord. |
| Lidoire               | 3      | 49,5                  | la Dordogne       | la Dordogne       | 2 (24, 33)                 | 19                 | 16                 | Bonneville-et-Saint-Avit-de-Fumadières, Bosset, Carsac-de-Gurson, Fraisse, Lamothe-Montravel, Monfaucon, Montazeau, Montcaret, Montpeyroux, Saint-Géraud-de-Corps, Saint-Géry, Saint-Martin-de-Gurson, Saint-Méard-de-Gurçon, Saint-Michel-de-Montaigne, Saint-Rémy, Saint-Vivien. |
| Lizonne               | 2      | 60,5                  | la Dronne         | la Dordogne       | 2 (16, 24)                 | 24                 | 16                 | Allemans, Beaussac, Bouteilles-Saint-Sébastien, Champagne-et-Fontaine, Champeaux-et-la-Chapelle-Pommier, Les Graulges, Rudeau-Ladosse, Nanteuil-Auriac-de-Bourzac, Puyrenier, La Rochebeaucourt-et-Argentine, Sainte-Croix-de-Mareuil, Saint-Front-sur-Nizonne, Saint-Paul-Lizonne, Saint-Sulpice-de-Mareuil, Sceau-Saint-Angel, Vendoire. |
| Loue                  | 2      | 50,9                  | l'Isle            | la Dordogne       | 2 (24, 87)                 | 11                 | 9                  | Angoisse, Coulaures, Dussac, Excideuil, Lanouaille, Saint-Martial-d'Albarède, Saint-Médard-d'Excideuil, Saint-Pantaly-d'Excideuil, Sarlande. |
| Lourde                | 4      | 12,8                  | l'Auvézère        | la Dordogne       | 1 (24)                     | 5                  | 5                  | Badefols-d'Ans, Boisseuilh, Cherveix-Cubas, Hautefort, Teillots. |
| Louyre                | 3      | 25,5                  | le Caudeau        | la Dordogne       | 1 (24)                     | 7                  | 7                  | Cendrieux, Lamonzie-Montastruc, Liorac-sur-Louyre, Sainte-Alvère-Saint-Laurent Les Bâtons, Saint-Félix-de-Villadeix, Sainte-Foy-de-Longas, Saint-Marcel-du-Périgord. |
| Manaurie              | 4      | 15,4                  | la Vézère         | la Dordogne       | 1 (24)                     | 5                  | 5                  | Les Eyzies-de-Tayac-Sireuil, Manaurie, Mauzens-et-Miremont, Rouffignac-Saint-Cernin-de-Reilhac, Savignac-de-Miremont. |
| Manoire               | 3      | 27,1                  | l'Isle            | la Dordogne       | 1 (24)                     | 11                 | 11                 | Ajat, Boulazac Isle Manoire, Fossemagne, Milhac-d'Auberoche, Saint-Antoine-d'Auberoche, Saint-Crépin-d'Auberoche, Boulazac Isle Manoire, Sainte-Marie-de-Chignac, Saint-Pierre-de-Chignac, Thenon, Trélissac. |
| Marmelet              | 4      | 13,4                  | le Caudeau        | la Dordogne       | 1 (24)                     | 3                  | 3                  | Bergerac, Ginestet, Maurens. |
| Martarieux            | 4      | 13,6                  | l'Isle            | la Dordogne       | 1 (24)                     | 5                  | 5                  | Beaupouyet, Fraisse, Saint-Géry, Saint-Laurent-des-Hommes, Saint-Médard-de-Mussidan. |
| Moiron                | 4      | 14,1                  | le Seignal        | la Dordogne       | 2 (24, 33)                 | 4                  | 3                  | Gageac-et-Rouillac, Gardonne, Saussignac. |
| Nauze                 | 4      | 17,6                  | la Dordogne       | la Dordogne       | 1 (24)                     | 7                  | 7                  | Pays de Belvès, Larzac, Mazeyrolles, Monplaisant, Sagelat, Salles-de-Belvès, Siorac-en-Périgord. |
| Nauzon                | 4      | 11,6                  | le Trieux         | la Charente       | 2 (24, 87)                 | 4                  | 2                  | Busserolles, Champniers-et-Reilhac. |
| Penchennerie          | 4      | 10,4                  | l'Auvézère        | la Dordogne       | 3 (19, 24, 87)             | 5                  | 1                  | Payzac. |
| Périgord              | 4      | 11,1                  | l'Isle            | la Dordogne       | 2 (24, 87)                 | 4                  | 3                  | Jumilhac-le-Grand, Saint-Pierre-de-Frugie, Saint-Priest-les-Fougères. |
| Petite Beune          | 4      | 11,7                  | la Grande Beune   | la Dordogne       | 1 (24)                     | 4                  | 4                  | Les Eyzies-de-Tayac-Sireuil, Marquay, Meyrals, Saint-André-d'Allas. |
| Petite Duche          | 4      | 16,5                  | la Duche          | la Dordogne       | 1 (24)                     | 4                  | 4                  | Eygurande-et-Gardedeuil, Montpon-Ménestérol, Saint-Barthélemy-de-Bellegarde, Servanches. |
| Peychay               | 4      | 10,5                  | la Dronne         | la Dordogne       | 1 (24)                     | 7                  | 7                  | Ribérac, Saint-Martin-de-Ribérac, Saint-Méard-de-Drône, Saint-Pardoux-de-Drône, Saint-Sulpice-de-Roumagnac, Segonzac, Villetoureix. |
| Pude                  | 4      | 19,7                  | la Lizonne        | la Dordogne       | 1 (24)                     | 5                  | 5                  | Bouteilles-Saint-Sébastien, La Chapelle-Grésignac, Cherval, Gout-Rossignol, Nanteuil-Auriac-de-Bourzac. |
| Queue d'Âne           | 4      | 18,6                  | la Côle           | la Dordogne       | 1 (24)                     | 5                  | 5                  | Mialet, Saint-Jean-de-Côle, Saint-Jory-de-Chalais, Saint-Martin-de-Fressengeas, Saint-Saud-Lacoussière. |
| Ravillou              | 4      | 13,1                  | la Loue           | la Dordogne       | 1 (24)                     | 6                  | 6                  | Corgnac-sur-l'Isle, Coulaures, Dussac, Saint-Germain-des-Prés, Saint-Pantaly-d'Excideuil, Saint-Sulpice-d'Excideuil. |
| Rizonne               | 3      | 26,7                  | la Dronne         | la Dordogne       | 2 (16, 24)                 | 10                 | 9                  | Festalemps, La Jemaye, Ponteyraud, Saint-André-de-Double, Saint Aulaye-Puymangou, Saint-Privat-des-Prés, Saint-Vincent-Jalmoutiers, Siorac-de-Ribérac, Vanxains. |
| Rochille              | 4      | 10,5                  | la Valouse        | la Dordogne       | 1 (24)                     | 2                  | 2                  | Saint-Paul-la-Roche, Saint-Priest-les-Fougères. |
| Roulet                | 4      | 11,7                  | le Boucheron      | la Dordogne       | 2 (24, 87)                 | 4                  | 3                  | Jumilhac-le-Grand, Sarlande, Sarrazac. |
| Saint-Geyrac          | 4      | 20,4                  | le Manoire        | la Dordogne       | 1 (24)                     | 9                  | 9                  | Bars, La Douze, Fossemagne, Milhac-d'Auberoche, Rouffignac-Saint-Cernin-de-Reilhac, Saint-Geyrac, Boulazac Isle Manoire, Sainte-Marie-de-Chignac, Saint-Pierre-de-Chignac. |
| Salembre              | 4      | 17                    | l'Isle            | la Dordogne       | 1 (24)                     | 6                  | 6                  | Chantérac, Neuvic, Saint-Aquilin, Saint-Astier, Saint-Germain-du-Salembre, Tocane-Saint-Apre. |
| Sauvanie              | 4      | 14,6                  | la Lizonne        | la Dordogne       | 2 (16, 24)                 | 8                  | 7                  | Allemans, Bertric-Burée, Cherval, Lusignac, Saint-Martial-Viveyrol, Saint-Paul-Lizonne, Verteillac. |
| Seignal               | 4      | 21,9                  | la Dordogne       | la Dordogne       | 3 (24, 33, 47)             | 10                 | 4                  | Monestier, Port-Sainte-Foy-et-Ponchapt, Razac-de-Saussignac, Thénac. |
| Soue                  | 4      | 11,9                  | le Blâme          | la Dordogne       | 1 (24)                     | 4                  | 4                  | Brouchaud, Gabillou, Granges-d'Ans, Sainte-Orse. |
| Taravellou            | 4      | 10,5                  | le Cern           | la Dordogne       | 1 (24)                     | 6                  | 6                  | La Bachellerie, Badefols-d'Ans, Châtres, Nailhac, Peyrignac, Saint-Rabier. |
| Tardoire              | 1      | 114                   | la Bonnieure      | la Charente       | 3 (16, 24, 87)             | 30                 | 2                  | Busserolles, Bussière-Badil. |
| Thonac                | 4      | 11,5                  | la Vézère         | la Dordogne       | 1 (24)                     | 3                  | 3                  | Bars, Fanlac, Thonac. |
| Tord                  | 4      | 11,5                  | la Lidoire        | la Dordogne       | 1 (24)                     | 4                  | 4                  | Beaupouyet, Saint-Géraud-de-Corps, Saint-Rémy, Saint-Sauveur-Lalande. |
| Tournefeuille         | 4      | 14,6                  | la Dordogne       | la Dordogne       | 2 (24, 46)                 | 8                  | 2                  | Peyrillac-et-Millac, Saint-Julien-de-Lampon. |
| Touroulet             | 4      | 17                    | la Côle           | la Dordogne       | 1 (24)                     | 5                  | 5                  | Chalais, La Coquille, Saint-Jory-de-Chalais, Saint-Romain-et-Saint-Clément, Thiviers. |
| Trieux                | 3      | 29,5                  | la Tardoire       | la Charente       | 2 (24, 87)                 | 7                  | 5                  | Busserolles, Bussière-Badil, Champniers-et-Reilhac, Piégut-Pluviers, Saint-Barthélemy-de-Bussière. |
| Trincou               | 4      | 16,6                  | la Côle           | la Dordogne       | 1 (24)                     | 4                  | 4                  | Champagnac-de-Belair, Condat-sur-Trincou, Milhac-de-Nontron, Villars. |
| Vallée                | 4      | 11,3                  | la Nauze          | la Dordogne       | 1 (24)                     | 6                  | 6                  | Carves, Grives, Sagelat, Saint-Germain-de-Belvès, Saint-Laurent-la-Vallée, Siorac-en-Périgord. |
| Valouse               | 4      | 23,8                  | l'Isle            | la Dordogne       | 1 (24)                     | 5                  | 5                  | Chalais, La Coquille, Saint-Paul-la-Roche, Saint-Pierre-de-Frugie, Saint-Priest-les-Fougères. |
| Ruisseau de Varaignes | 4      | 13,5                  | le Bandiat        | la Charente       | 1 (24)                     | 6                  | 6                  | Bussière-Badil, Étouars, Saint-Estèphe, Soudat, Teyjat, Varaignes. |
| Vern                  | 3      | 40,4                  | l'Isle            | la Dordogne       | 1 (24)                     | 11                 | 11                 | Cendrieux, Grignols, Grun-Bordas, Manzac-sur-Vern, Neuvic, Saint-Mayme-de-Péreyrol, Saint-Paul-de-Serre, Salon, Vallereuil, Vergt, Veyrines-de-Vergt. |
| Vézère                | 1      | 211,2                 | la Dordogne       | la Dordogne       | 2 (19, 24)                 | 53                 | 20                 | Aubas, Le Bugue, Campagne, Condat-sur-Vézère, Les Eyzies-de-Tayac-Sireuil, Les Farges, La Feuillade, Le Lardin-Saint-Lazare, Limeuil, Montignac-Lascaux, Pazayac, Peyzac-le-Moustier, Saint-Chamassy, Saint-Cirq, Saint-Léon-sur-Vézère, Sergeac, Terrasson-Lavilledieu, Thonac, Tursac, Valojoulx. |
| Vimont                | 4      | 12,7                  | la Vézère         | la Dordogne       | 1 (24)                     | 6                  | 6                  | Bars, Fleurac, Peyzac-le-Moustier, Plazac, Rouffignac-Saint-Cernin-de-Reilhac, Tursac. |

Par ailleurs quatre cours d'eau sont recensés comme étant partiellement dans le département car leur confluence géométrique avec le cours d'eau aval, définie dans le système d'information géographique national BD Carthage par la position du point d'intersection des axes des cours d'eau, se trouve à l'intérieur d'une commune de ce département, mais leur embouchure physique est en dehors du département :
- la Gravouse (entièrement en rive gauche de la Dordogne, en Lot-et-Garonne puis Gironde) ;
- la Logne (entièrement en rive droite de la Vézère, en Corrèze) :
- la Soulège (entièrement en rive gauche de la Dordogne, en Gironde) ;
- le Montizon est un affluent de rive droite de la Tardoire, confluant physiquement dans le département de la Charente.

Les caractéristiques de ces cours d'eau sont les suivantes.
| Nom du cours d'eau | Classe | Longueur totale en km | Confluence  | Bassin collecteur | Départements irrigués | Communes irriguées | Communes irriguées | Communes irriguées                                           | Département où se situe la confluence physique |
| Nom du cours d'eau | Classe | Longueur totale en km | Confluence  | Bassin collecteur | Départements irrigués | Nb total           | Nb ds le dép.      | Commune de la Dordogne où se situe la confluence géométrique | Département où se situe la confluence physique |
| ------------------ | ------ | --------------------- | ----------- | ----------------- | --------------------- | ------------------ | ------------------ | ------------------------------------------------------------ | ---------------------------------------------- |
| Gravouse           | 4      | 10,8                  | la Dordogne | la Dordogne       | 3 (24, 33, 47)        | 8                  | 1                  | Saint-Antoine-de-Breuilh.                                    | Gironde                                        |
| Logne              | 4      | 14,9                  | la Vézère   | la Dordogne       | 2 (19, 24)            | 5                  | 1                  | Terrasson-Lavilledieu.                                       | Corrèze                                        |
| Montizon           | 4      | 10,2                  | la Tardoire | la Charente       | 2 (16, 24)            | 4                  | 1                  | Busserolles.                                                 | Charente                                       |
| Soulège            | 4      | 12,6                  | la Dordogne | la Dordogne       | 2 (24, 33)            | 7                  | 1                  | Saint-Antoine-de-Breuilh.                                    | Gironde                                        |

### Autres cours d'eau
De très nombreux autres cours d'eau de longueur inférieure à 10 km complètent le réseau hydrographique comme les cours d'eau suivants.
| Nom du cours d'eau  | Classe | Longueur totale en km | Confluence   | Bassin collecteur | Départements irrigués | Communes irriguées | Communes irriguées | Communes irriguées                                                                                          |
| Nom du cours d'eau  | Classe | Longueur totale en km | Confluence   | Bassin collecteur | Départements irrigués | Nb total           | Nb ds le dép.      | Communes du département                                                                                     |
| ------------------- | ------ | --------------------- | ------------ | ----------------- | --------------------- | ------------------ | ------------------ | --- |
| Barailler           | 5      | 6,2                   | la Dordogne  | la Dordogne       | 1 (24)                | 3                  | 3                  | Le Fleix, La Force, Saint-Pierre-d'Eyraud.                                                                  |
| Belaygue            | 5      | 9,5                   | le Boulou    | la Dordogne       | 1 (24)                | 4                  | 4                  | Brantôme en Périgord, Cantillac, La Gonterie-Boulouneix, Brantôme en Périgord.                              |
| Blâme               | 5      | 6,1                   | l'Auvézère   | la Dordogne       | 1 (24)                | 2                  | 2                  | La Boissière-d'Ans, Brouchaud.                                                                              |
| Boucheron           | 5      | 6,8                   | le Lavaud    | la Dordogne       | 1 (24)                | 2                  | 2                  | Sarlande, Sarrazac.                                                                                         |
| Crempsoulie         | 5      | 9,9                   | la Crempse   | la Dordogne       | 1 (24)                | 6                  | 6                  | Bourgnac, Issac, Saint-Jean-d'Estissac, Saint-Séverin-d'Estissac, Sourzac, Vallereuil.                      |
| Étang-Rompu         | 5      | 9,7                   | le Trincou   | la Dordogne       | 1 (24)                | 2                  | 2                  | Milhac-de-Nontron, Villars.                                                                                 |
| Gouyne              | 5      | 9,4                   | le Barailler | la Dordogne       | 1 (24)                | 4                  | 4                  | Le Fleix, Fraisse, Monfaucon, Saint-Pierre-d'Eyraud.                                                        |
| Ruisseau de Ladouch | 5      | 9,2                   | la Vézère    | la Dordogne       | 1 (24)                | 2                  | 2                  | Le Bugue, Journiac.                                                                                         |
| Sandonie            | 5      | 9,8                   | l'Euche      | la Dordogne       | 1 (24)                | 3                  | 3                  | Léguillac-de-Cercles, Paussac-et-Saint-Vivien, Saint-Just.                                                  |
| Seyze               | 5      | 9,6                   | le Caudeau   | la Dordogne       | 1 (24)                | 7                  | 7                  | Campsegret, Creysse, Lamonzie-Montastruc, Lembras, Montagnac-la-Crempse, Queyssac, Saint-Julien-de-Crempse. |

## Canaux
Un canal traverse le territoire du département.
| Nom du cours d'eau | Classe | Longueur totale en km | Confluence  | Bassin collecteur | Départements irrigués | Communes irriguées | Communes irriguées | Communes irriguées                                                                |
| Nom du cours d'eau | Classe | Longueur totale en km | Confluence  | Bassin collecteur | Départements irrigués | Nb total           | Nb ds le dép.      | Communes du département                                                           |
| ------------------ | ------ | --------------------- | ----------- | ----------------- | --------------------- | ------------------ | ------------------ | --------------------------------------------------------------------------------- |
| Canal de Lalinde   | 4      | 15,5                  | la Dordogne | la Dordogne       | 1 (24)                | 5                  | 5                  | Baneuil, Lalinde, Mauzac-et-Grand-Castang, Mouleydier, Saint-Capraise-de-Lalinde. |

D'anciens canaux de faible longueur — et leurs écluses désaffectées — jalonnent l'Isle à partir de Périgueux et en aval de cette ville : canal de Périgueux (écluses no 40 de Sainte-Claire et no 39 de la Cité), écluse no 37 de Saltgourde, écluse no 35 du Chambon, écluse no 34 de la Roche, écluse no 33 de Siorac, canal d'Annesse, dérivation de Montanceix, écluse no 31 de Taillepetit, écluse no 30 du Puy-Saint-Astier, canal de Saint-Astier, écluse no 27 de Beauséjour, écluse no 26 du Moulin Brûlé, dérivation du Cluzelou, écluse no 24 de Mauriac, écluse no 20 de la Biterne, écluse no 19 de Longas, écluse no 19 de Saint-Martin-l'Astier, écluse no 17 de Chandeau Maine, canal de la Filolie (écluse no 16 de Bénévent), dérivation du Moulin de Duellas, dérivation de la Vignerie (Vauclaire), écluse no 13 de Chandos, écluse no 12 de Ménestérol, écluse no 11 de Marcillac, écluse no 10 de Ménesplet, écluse no 9 de Coly-Gaillard, écluse no 8 de Moulin-Neuf.

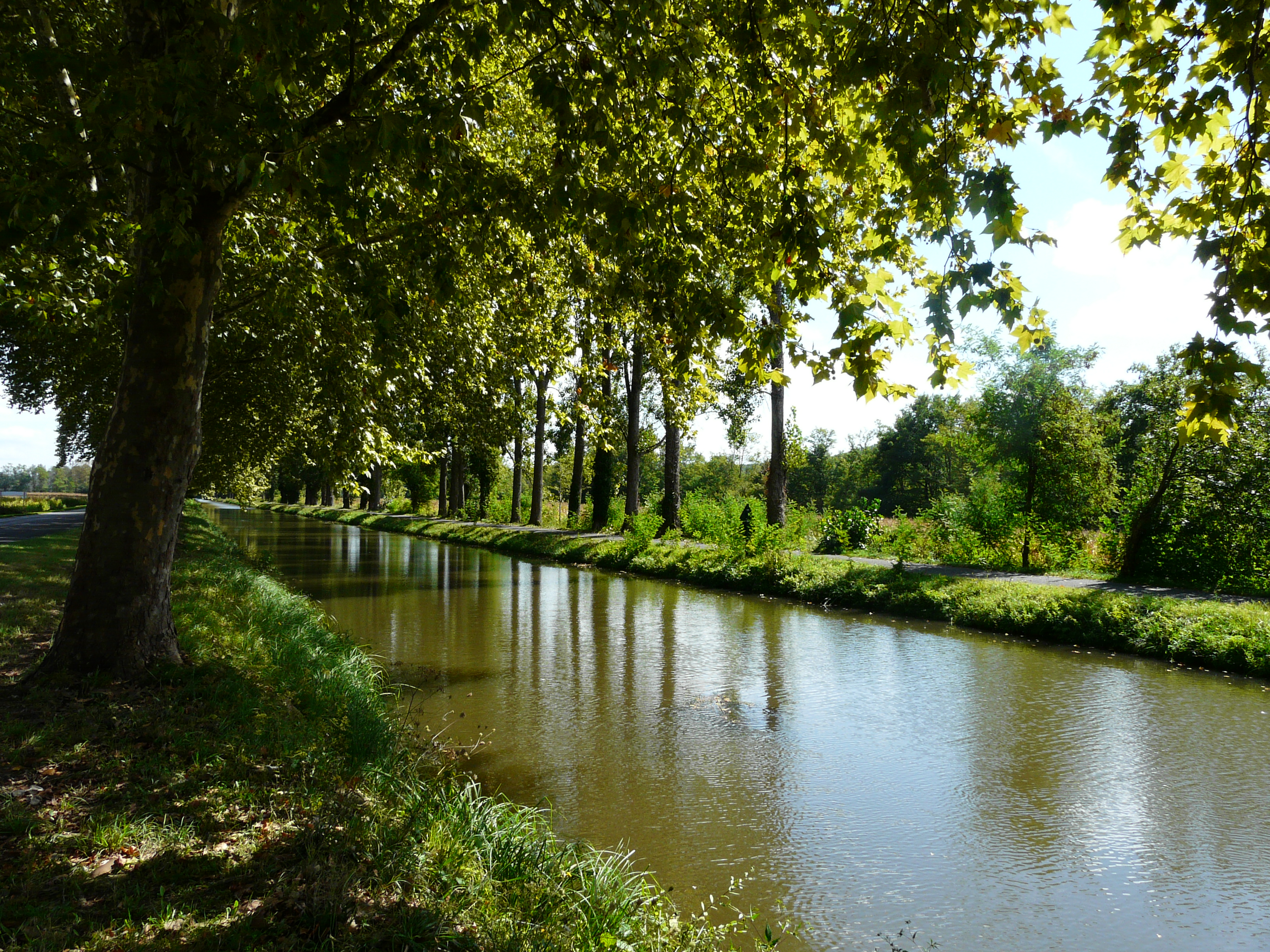
Le canal de Lalinde.
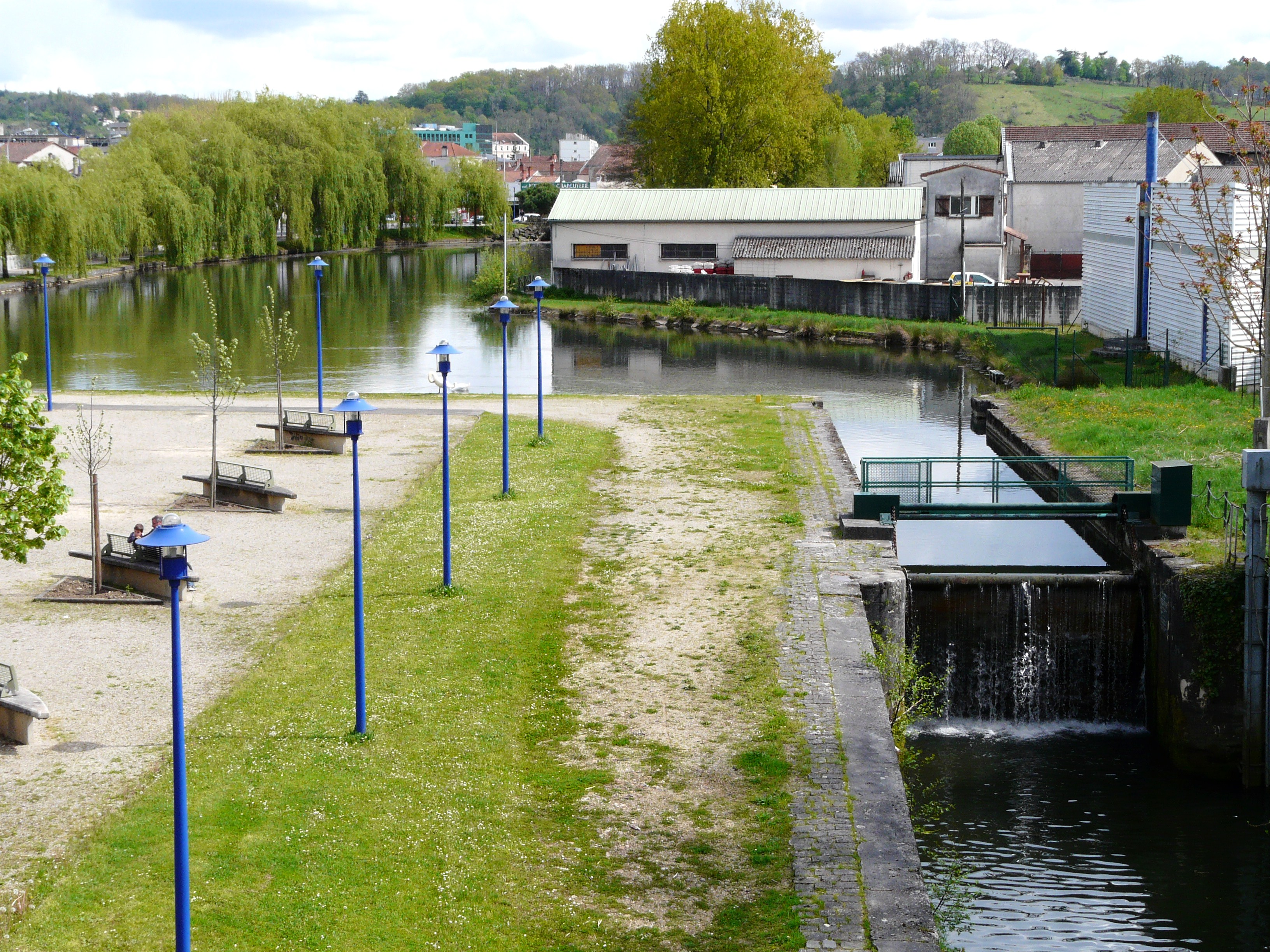
Le bassin et l'écluse no 39 de la Cité, à l'aval du canal de Périgueux.
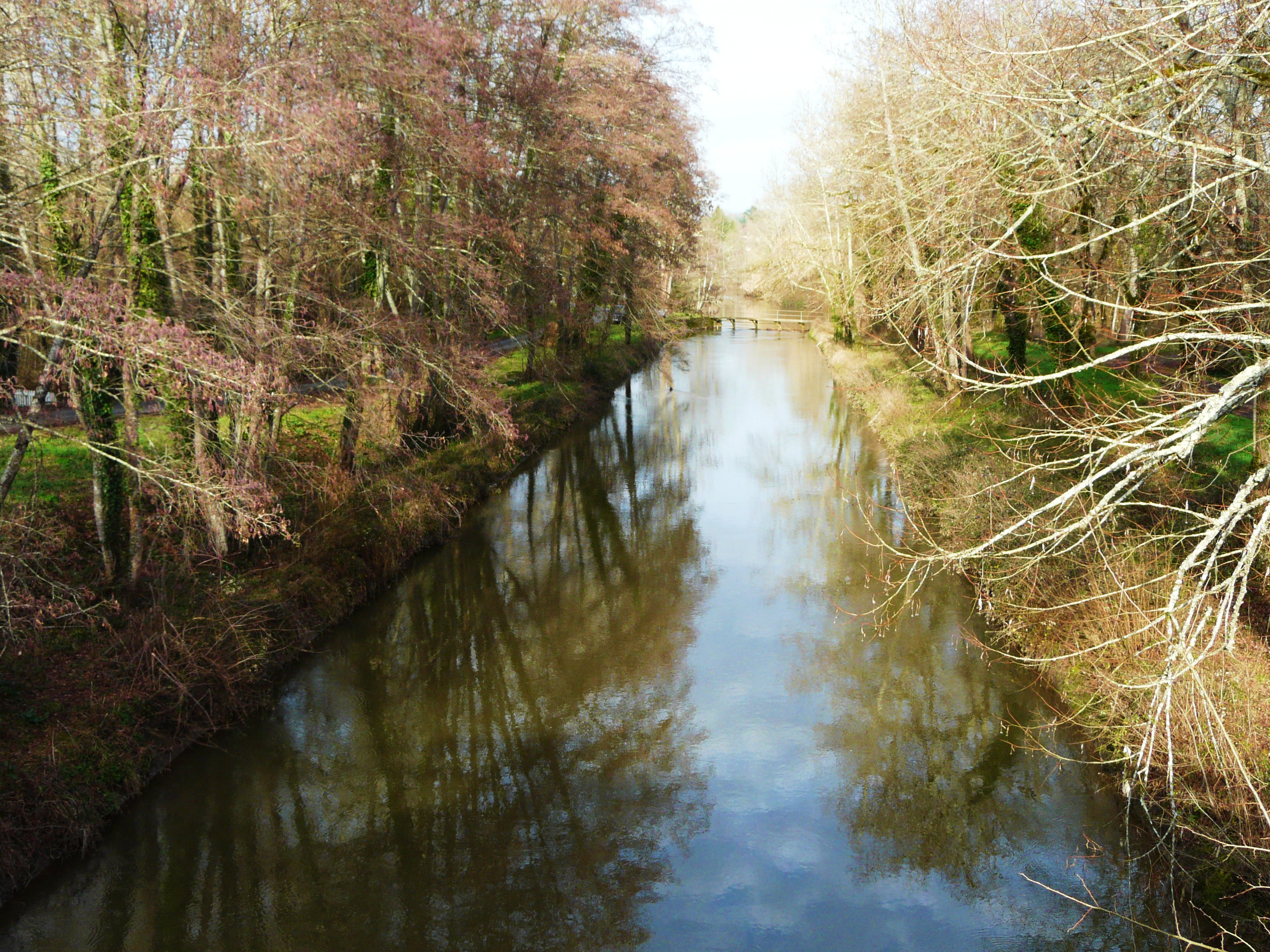
Le canal d'Annesse.
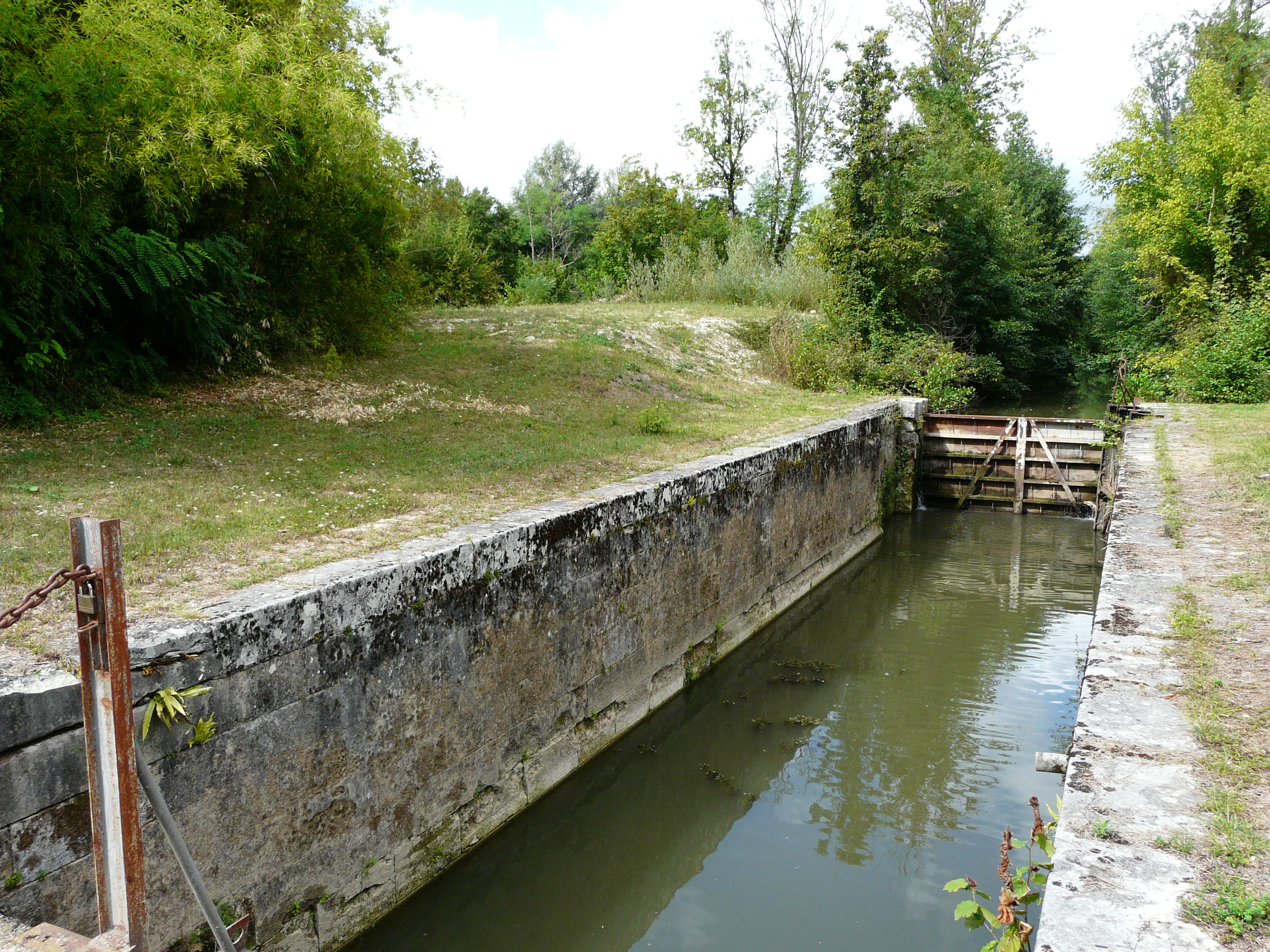
L'écluse du Moulin Brûlé.
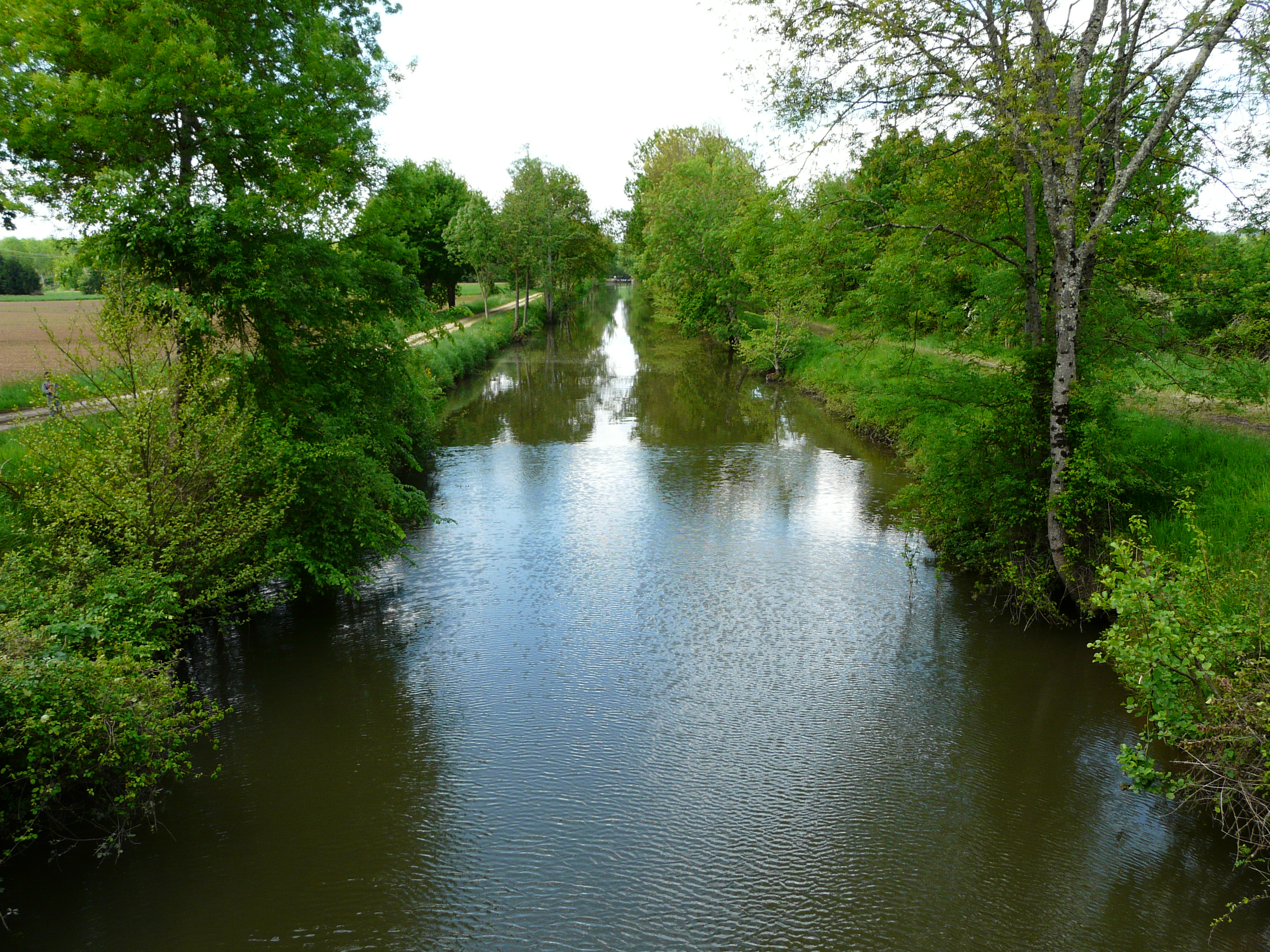
Le canal de la Filolie.
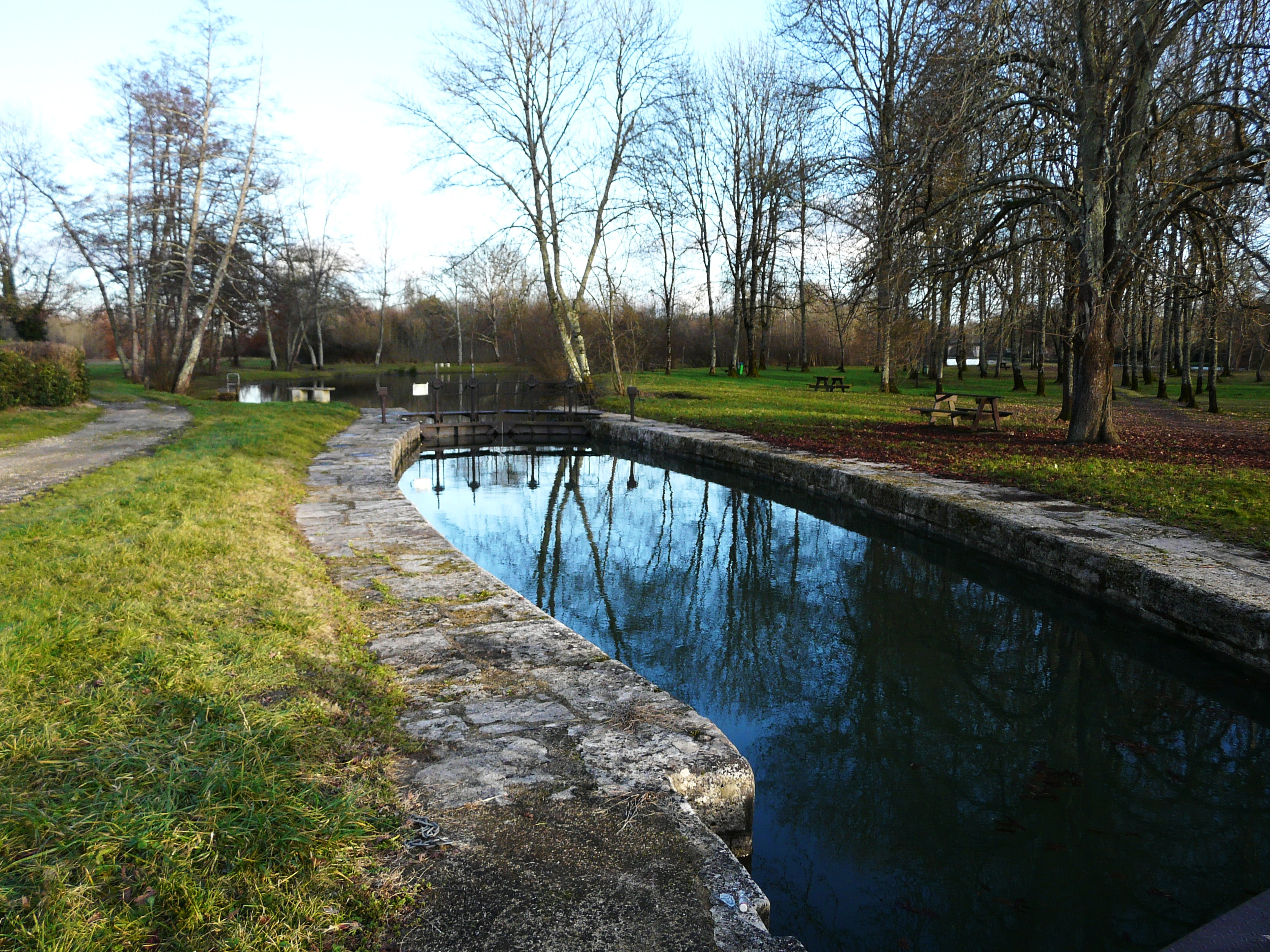
L'écluse de Ménestérol.

## Hydrologie
La Banque Hydro a référencé, dans le département de la Dordogne, des stations de mesure hydrométriques sur les cours d'eau suivants :
- l'Auvézère à
  - Cherveix-Cubas[BH 1]
  - Le Change (Aubarède)[BH 2]
  - Tourtoirac[BH 3]
- la Banège à Plaisance (Moulin de la Ferrière)[BH 4]
- la Belle à Mareuil[BH 5]
- le Caudeau à Creysse (les Pélissoux)[BH 6]
- le Céou à 
  - Castelnaud-la-Chapelle (Maisonneuve)[BH 7]
  - Saint-Cybranet[BH 8]
- le Cern au Lardin-Saint-Lazare (Rispe)[BH 9]
- la Chironde à Saint-Amand-de-Coly (la Reynie)[BH 10]
- la Côle à Saint-Jean-de-Côle[BH 11]
- le Coly à Condat-sur-Vézère (pont de Bouch)[BH 12]
- la Couze à Bayac (pont du Bourg)[BH 13]
- la Crempse à Issac (Moulin de Lousteau)[BH 14]
- l'Elle à Terrasson-la-Villedieu (La Villedieu)[BH 15]
- la Dordogne à
  - Bergerac[BH 16]
  - Cénac-et-Saint-Julien (Cénac)[BH 17]
  - Gardonne[BH 18]
  - Lamonzie-Saint-Martin (Saint Martin)[BH 19]
  - Siorac-en-Périgord[BH 20]
  - Trémolat (virtuelle)[BH 21]
- la Dronne à
  - Brantôme[BH 22]
  - Brantôme (pont des Roches)[BH 23]
  - Champagnac-de-Belair[BH 24]
  - Champs-Romain (le Manet)[BH 25]
  - Ribérac[BH 26]
  - Saint-Pardoux-la-Rivière[BH 27]
  - Villetoureix[BH 28]
- l'Énéa à Carsac-Aillac (Pont Neuf de Carsac)[BH 29]
- l'Eyraud à
  - La Force (Bitarel)[BH 30]
  - La Force (la Farganière)[BH 31]
- la Grande Beune à Tamniès (Moulin du Maillet)[BH 32]
- l'Isle à
  - Bassillac (Charrieras)[BH 33]
  - Corgnac-sur-l'Isle[BH 34]
  - Escoire[BH 35]
  - Jumilhac-le-Grand[BH 36]
  - Jumilhac-le-Grand (pont R 79)[BH 37]
  - Mayac[BH 38]
  - Mussidan[BH 39]
  - Périgueux[BH 40]
  - Périgueux (ancien)[BH 41]
  - Saint-Laurent-des-Hommes (Bénévent)[BH 42]
  - Saint-Laurent-des-Hommes (la Filolie)[BH 43]
- la Lizonne aux Graulges (Puyrenier)[BH 44]
- la Loue à
  - Angoisse (la Forge de Beausoleil)[BH 45]
  - Saint-Médard-d'Excideuil[BH 46]
  - Saint-Médard-d'Excideuil (Excideuil)[BH 47]
- le Manoire à Saint-Laurent-sur-Manoire (Branchet)[BH 48]
- la Nauze à Siorac-en-Périgord (la Tute Basse)[BH 49]
- la Nette à Monmarvès (Cavarc)[BH 50]
- la Pude à Nanteuil-Auriac-de-Bourzac (pont de Nanteuil)[BH 51]
- la Sauvanie à Allemans (les Michelies)[BH 52]
- la Valouse à La Coquille[BH 53]
- la Vézère à
  - Campagne[BH 54]
  - Montignac[BH 55]
  - Montignac (le Pertuis)[BH 56]

### Cartographie
- Les unités hydrographiques de référence du SDAGE du bassin Adour-Garonne
- « Portail cartographique de l'environnement en région Nouvelle-Aquitaine », Agence Régionale de la Biodiversité Nouvelle-Aquitaine, avec en particulier la « cartographie des cours d'eau »